# ウィルトン・フェルダー
ウィルトン・フェルダー（Wilton Felder、1940年8月31日 - 2015年9月27日）は、アメリカのサックス奏者およびベーシストであり、ザ・クルセイダーズのメンバーとして知られる。

## 経歴
フェルダーは、1940年8月31日にヒューストンで生まれ、テキサス・サザン大学で音楽を学ぶ。ウェイン・ヘンダーソン、ジョー・サンプル、スティックス・フーパーとは、ヒューストンの高校時代に出会い、共にグループを結成した。ジャズ・クルセイダーズは、それまでのジャズをソウルやロックなどの影響を受けた先駆的なフュージョンへと進化させた。フェルダーはこのグループで30年以上活動した。
ザ・クルセイダーズでの活動と平行して、スタジオ・ミュージシャンとしても活躍。ジャズ・フュージョン系のアーティストに限らず、マーヴィン・ゲイ、ジャクソン5、ビリー・ジョエル、ハリー・ニルソン、ポール・アンカ、B.B.キング、ティナ・ターナー、リンゴ・スターなど様々なアーティストのレコーディングに参加した。
フェルダーは、2015年にカリフォルニア州ウィッティアの自宅で多発性骨髄腫により亡くなった。75歳没。

## ディスコグラフィ

### リーダー・アルバム
- Bullitt (1969年、Pacific Jazz)
- 『星の伝説』 - We All Have a Star (1978年、MCA)
- 『インヘリット・ザ・ウィンド』 - Inherit the Wind (1978年、MCA)
- 『ジェントル・ファイア』 - Gentle Fire (1983年、MCA)
- 『シークレッツ』 - Secrets (1985年、MCA)
- 『ラヴ・イズ・ア・ラッシュ』 - Love Is a Rush (1987年、MCA)
- 『ノクターナル・ムード』 - Nocturnal Moods (1991年、PAR)
- 『フォーエヴァー・オールウェイズ』 - Forever, Always (1992年、PAR)
- Lets Spend Some Time (2005年、BCS)